# Life Is a Minestrone
Life Is a Minestrone is de zevende single van 10cc. Het is afkomstig van hun derde album The Original Soundtrack.
Life Is a Minestrone gaat over een flierefluiter in het leven, die de wereld rondreist. Hij staat voor het Het Witte Huis, de Taj Mahal, Disneyland met Minnie Mouse en nog meer toeristische attracties. De vergelijking met minestrone zit hem in de hoeveelheid ingrediënten en smaken; het leven bruist. De dood vergelijkt de zanger met de koude lasagne in de vriezer. Die tekst kwam van Creme, die een hekel heeft aan afgekoeld warm eten.
B-kant was Channel Swimmer, dat niet op de originele tracklist van het album stond.

## Musici Minestrone
- Lol Creme – zang, piano, elektrische piano, percussie, gitaar, achtergrondzang
- Kevin Godley – slagwerk, timbali, percussie, achtergrondzang
- Eric Stewart – gitaar, achtergrondzang
- Graham Gouldman – basgitaar, (akoestische) gitaar, achtergrondzang

## Lijsten

### Top 40
| "Life Is a Minestrone" in de Nederlandse Top 40 - binnen: week 15/1975 | "Life Is a Minestrone" in de Nederlandse Top 40 - binnen: week 15/1975 | "Life Is a Minestrone" in de Nederlandse Top 40 - binnen: week 15/1975 | "Life Is a Minestrone" in de Nederlandse Top 40 - binnen: week 15/1975 | "Life Is a Minestrone" in de Nederlandse Top 40 - binnen: week 15/1975 | "Life Is a Minestrone" in de Nederlandse Top 40 - binnen: week 15/1975 | "Life Is a Minestrone" in de Nederlandse Top 40 - binnen: week 15/1975 | "Life Is a Minestrone" in de Nederlandse Top 40 - binnen: week 15/1975 |
| Week                                                                   | 1                                                                      | 2                                                                      | 3                                                                      | 4                                                                      | 5                                                                      | 6                                                                      |                                                                        |
| ---------------------------------------------------------------------- | ---------------------------------------------------------------------- | ---------------------------------------------------------------------- | ---------------------------------------------------------------------- | ---------------------------------------------------------------------- | ---------------------------------------------------------------------- | ---------------------------------------------------------------------- | ---------------------------------------------------------------------- |
| Nummer                                                                 | 26                                                                     | 18                                                                     | 17                                                                     | 21                                                                     | 27                                                                     | 40                                                                     | uit                                                                    |

### Single Top 100
| "Life Is a Minestrone" in de Nederlandse Single Top 100 - binnen: 12-04-1975 | "Life Is a Minestrone" in de Nederlandse Single Top 100 - binnen: 12-04-1975 | "Life Is a Minestrone" in de Nederlandse Single Top 100 - binnen: 12-04-1975 | "Life Is a Minestrone" in de Nederlandse Single Top 100 - binnen: 12-04-1975 | "Life Is a Minestrone" in de Nederlandse Single Top 100 - binnen: 12-04-1975 | "Life Is a Minestrone" in de Nederlandse Single Top 100 - binnen: 12-04-1975 |
| Week                                                                         | 1                                                                            | 2                                                                            | 3                                                                            | 4                                                                            |                                                                              |
| ---------------------------------------------------------------------------- | ---------------------------------------------------------------------------- | ---------------------------------------------------------------------------- | ---------------------------------------------------------------------------- | ---------------------------------------------------------------------------- | ---------------------------------------------------------------------------- |
| Nummer                                                                       | 22                                                                           | 12                                                                           | 14                                                                           | 27                                                                           | uit                                                                          |

Graham Gouldman · Eric Stewart · Kevin Godley · Lol Creme

Paul Burgess · Rick Fenn · Stuart Tosh · Duncan Mackay · Tony O'Malley